# Gemeinde Bloke

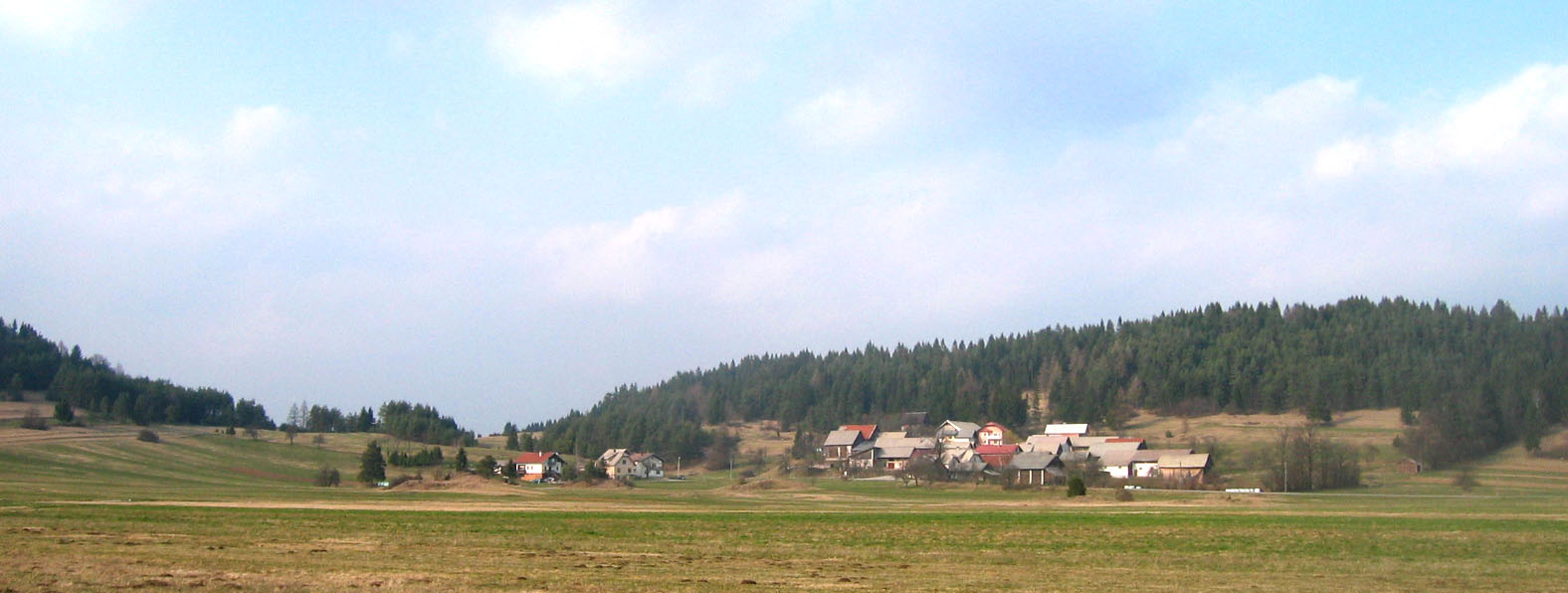
Das Hochtal von Bloke mit dem Ort Nemška vas

Bloke (deutsch Pfarrdorf, auch Oblag) ist eine Gemeinde in der Region Notranjska (Innerkrain) in Slowenien. Verwaltungssitz ist die Ortschaft Nova vas.

## Lage
Die aus 45 Ortschaften bestehenden Gemeinde liegt auf dem Bloke-Plateau, einer Karst-Hochebene in der Innerkrain nordöstlich des Zirnitzer Sees.

## Ortschaften
- Andrejčje (dt. Andreasbach)
- Benete (dt. Venet)
- Bočkovo (dt. Botschkau)
- Fara (dt. Pfarre)
- Glina (dt. Gleinach, auch Glinn)
- Godičevo (dt. Goditschewo)
- Gradiško (dt. Gradischko)
- Hiteno (dt. Sternberg, auch Hittenau)
- Hribarjevo (dt. Chribarieu)
- Hudi Vrh (dt. Bösenberg)
- Jeršanovo (dt. Jerschanau)
- Kramplje (dt. Grampl)
- Lahovo (dt. Lachau)
- Lepi Vrh (dt. Schönberg)
- Lovranovo (dt. Lauranerberg)
- Malni (dt. Mühlen)
- Metulje (dt. Hallerstein, auch Metulach, Metulle)
- Mramorovo pri Lužarjih (dt. Marmerau)
- Mramorovo pri Pajkovem (dt. Marmerau)
- Nemška vas na Blokah (dt. Deutschdorf, auch Deutschendorf)
- Nova vas (dt. Neudorf)
- Ograda (dt. Burgerhof)
- Polšeče (dt. Polschitz)
- Radlek (dt. Radleck, auch Radoblick)
- Ravne na Blokah (dt. Königsberg, auch Raunach)
- Ravnik (dt. Raunig)
- Rožanče (dt. Rosenbach, auch Roschanz)
- Runarsko (dt. Johannisberg)
- Sleme (dt. Slemen)
- Strmca (dt. Stermetz)
- Studenec na Blokah (dt. Kaltenbrunn, auch Brünndl, Studenz)
- Studeno na Blokah (dt.  Kaltenfeld, auch Keltenfeldt, Studenau)
- Sveta Trojica (dt. Heilge Dreifaltigkeit)
- Sveti Duh (dt. Heiligengeist)
- Škrabče (dt. Schkrabtsche)
- Škufče (dt. Schkufftschach, auch Schkuftsche)
- Štorovo (dt. Storau)
- Topol (dt. Topoll)
- Ulaka (dt. Wälschberg, auch Bolach, Bolack, Wollach, Ullaka)
- Velike Bloke (dt. Großoblach)
- Veliki Vrh (dt. Großberg)
- Volčje (dt. Wolfsbach)
- Zakraj (dt. Sakrei)
- Zales (dt. Saleis)
- Zavrh (dt. Sawerch)

## Nachbargemeinden
| Cerknica | Cerknica, Velike Lašče                      | Velike Lašče |
| Cerknica | Kompassrose, die auf Nachbargemeinden zeigt | Sodražica    |
| Cerknica | Loška Dolina, Loški Potok                   | Loški Potok  |

## Sehenswürdigkeiten
Zu den Sehenswürdigkeiten in der Umgebung gehören
- Kreuzberghöhle
- Zirknitzer See
- Burg Snežnik
- Bloke-Plateau mit Bloke-See
- Rakov-Škocjan-Landschaftsschutzgebiet

## Geschichte
Bloke nennt sich der Ort, an dem erstmals auf dem Gebiet des heutigen Sloweniens das Skifahren praktiziert wurde.